# Палкише (Горица)
Палкише је насеље у Италији у округу Горица, региону Фурланија-Јулијска крајина.
Према процени из 2011. у насељу је живело 46 становника. Насеље се налази на надморској висини од 57 м.